# Diócesis de São Carlos
La diócesis de São Carlos (en latín: Dioecesis Sancti Caroli in Brasilia y en portugués: Diocese de São Carlos) es una circunscripción eclesiástica de la Iglesia católica en Brasil. Se trata de una diócesis latina, sufragánea de la arquidiócesis de Campinas. Desde el 20 de octubre de 2021 su obispo es Luiz Carlos Dias.

## Territorio y organización
La diócesis tiene 7046 km² y extiende su jurisdicción sobre los fieles católicos de rito latino residentes en 14 municipios del estado de São Paulo: São Carlos, Itirapina, Dourado, Ibaté, Ribeirão Bonito, Araraquara, Américo Brasiliense, Santa Lúcia, Rincão, Motuca, Gavião Peixoto, Trabiju, Boa Esperança do Sul y Matão.
La sede de la diócesis se encuentra en la ciudad de São Carlos, en donde se halla la Catedral de San Carlos Borromeo.
En 2024 en la diócesis existían 75 parroquias (antes de la erección de la diócesis de Jaú en 2024 había 132 parroquias agrupadas en 4 vicariatos: São Carlos Borromeu, São Bento, Senhor Bom Jesus y Nossa Senhora do Patrocínio).

## Historia
La diócesis de São Carlos do Pinhal (dioecesis Sancti Caroli de Pinhal) fue erigida el 7 de junio de 1908 con la bula Dioecesium nimiam amplitudinem del papa Pío X, obteniendo el territorio de la diócesis de São Paulo, que fue simultáneamente elevada al rango de arquidiócesis metropolitana. Originalmente era sufragánea de la misma arquidiócesis de San Pablo.
El 25 de enero de 1929 cedió partes de su territorio para la erección de las diócesis de Jaboticabal y de Rio Preto (hoy arquidiócesis de São José do Rio Preto) mediante la bula Sollicitudo omnium del papa Pío XI.
El 15 de octubre de 1952, con la bula Divinus animorum del papa Pío XII, se instituyó el cabildo catedralicio.
El 25 de noviembre de 1957 tomó su nombre actual como consecuencia del decreto Apostolicis de la Congregación Consistorial.
El 19 de abril de 1958 pasó a formar parte de la provincia eclesiástica de la arquidiócesis de Campinas.
El 8 de noviembre de 1984, con la carta apostólica Merito Christifideles, el papa Juan Pablo II confirmó a san Carlos Borromeo como patrono principal de la diócesis.
El 9 de febrero de 2000 cedió una porción de su territorio para la erección de la diócesis de Catanduva mediante la bula Venerabiles Fratres del papa Juan Pablo II.
El 26 de junio de 2024 cedió otra porción de su territorio para la erección de la diócesis de Jaú por el papa Francisco.

## Estadísticas
Según el Boletín de la Santa Sede que anunció la erección de la diócesis de Jaú, a mediados de 2024 la diócesis tenía un total de 485 000 fieles bautizados.
| Año                                                                             | Población            | Población | Población      | Sacerdotes | Sacerdotes    | Sacerdotes    | Bautizados por sacerdote | Diáconos permanentes | Religiosos | Religiosos | Parroquias |
| Año                                                                             | Bautizados católicos | Total     | % de católicos | Total      | Clero secular | Clero regular | Bautizados por sacerdote | Diáconos permanentes | Varones    | Mujeres    | Parroquias |
| ------------------------------------------------------------------------------- | -------------------- | --------- | -------------- | ---------- | ------------- | ------------- | ------------------------ | -------------------- | ---------- | ---------- | ---------- |
| 1950                                                                            | 579 156              | 603 422   | 96.0           | 75         | 35            | 40            | 7722                     |                      | 45         | 164        | 42         |
| 1966                                                                            | 470 000              | 482 000   | 97.5           | 92         | 60            | 32            | 5108                     |                      | 30         | 230        | 43         |
| 1970                                                                            | 406 300              | 470 000   | 86.4           | 67         | 44            | 23            | 6064                     |                      | 31         | 138        | 42         |
| 1976                                                                            | 450 000              | 522 724   | 86.1           | 77         | 42            | 35            | 5844                     |                      | 43         | 209        | 47         |
| 1980                                                                            | 512 000              | 570 000   | 89.8           | 83         | 46            | 37            | 6168                     | 1                    | 53         | 191        | 46         |
| 1990                                                                            | 749 000              | 828 000   | 90.5           | 90         | 67            | 23            | 8322                     | 1                    | 31         | 151        | 62         |
| 1999                                                                            | 709 308              | 895 486   | 79.2           | 119        | 88            | 31            | 5960                     | 1                    | 42         | 123        | 73         |
| 2000                                                                            | 628 000              | 857 000   | 73.3           | 109        | 90            | 19            | 5761                     | 2                    | 30         | 120        | 73         |
| 2001                                                                            | 618 000              | 951 076   | 65.0           | 98         | 84            | 14            | 6306                     | 10                   | 25         | 105        | 69         |
| 2002                                                                            | 703 086              | 963 086   | 73.0           | 116        | 85            | 31            | 6061                     | 10                   | 40         | 109        | 70         |
| 2003                                                                            | 712 815              | 985 236   | 72.3           | 106        | 80            | 26            | 6724                     | 10                   | 34         | 96         | 70         |
| 2004                                                                            | 723 371              | 951 086   | 76.1           | 116        | 85            | 31            | 6235                     | 17                   | 41         | 82         | 70         |
| 2010                                                                            | 801 000              | 1 097 000 | 73.0           | 140        | 115           | 25            | 5721                     | 36                   | 49         | 71         | 100        |
| 2014                                                                            | 826 000              | 1 135 000 | 72.8           | 161        | 135           | 26            | 5130                     | 47                   | 42         | 95         | 107        |
| 2017                                                                            | 847 000              | 1 251 700 | 67.7           | 170        | 146           | 24            | 4982                     | 43                   | 28         | 65         | 124        |
| 2020                                                                            | 866 800              | 1 280 000 | 67.7           | 189        | 162           | 27            | 4586                     | 58                   | 55         | 67         | 126        |
| 2022                                                                            | 838 000              | 1 237 214 | 67.7           | 187        | 164           | 23            | 4481                     | 56                   | 43         | 50         | 132        |
| 2024                                                                            | 485 000              | 716 156   | 67.7           | 144        | 127           | 17            | 3368                     | 39                   | 21         | 66         | 75         |
| Fuente: Catholic-Hierarchy, que a su vez toma los datos del Anuario Pontificio. |                      |           |                |            |               |               |                          |                      |            |            |            |

## Episcopologio
- José Marcondes Homem de Melo † (9 de agosto de 1908-15 de octubre de 1937 falleció)
- Gastão Liberal Pinto † (15 de octubre de 1937 por sucesión-24 de octubre de 1945 falleció)
  - Sede vacante (1945-1948)
- Ruy Serra † (13 de febrero de 1948-19 de septiembre de 1986 falleció)
- Constantino Amstalden † (19 de septiembre de 1986 por sucesión-25 de octubre de 1995 retirado)
- Joviano de Lima Júnior, S.S.S. † (25 de octubre de 1995-5 de abril de 2006 nombrado arzobispo de Ribeirão Preto)
- Paulo Sérgio Machado (22 de noviembre de 2006-16 de diciembre de 2015 renunció)[nota 1]
- Paulo Cezar Costa (22 de junio de 2016-21 de octubre de 2020 nombrado arzobispo de Brasilia)
- Luiz Carlos Dias, desde el 20 de octubre de 2021